# Homalium gracilipes
Homalium gracilipes är en videväxtart som beskrevs av Herman Otto Sleumer. Homalium gracilipes ingår i släktet Homalium och familjen videväxter. Inga underarter finns listade i Catalogue of Life.